# Hultschiner Damm
Hultschiner Damm je dvouproudá silnice v jižní části berlínské čtvrti Mahlsdorf (okres Marzahn-Hellersdorf).

## Průběh silnice
Trasa komunikace začíná na jihu jako pokračování Mahlsdorfer Strasse v okrese Köpenick. Tam protíná Waldpromenade, nejjižnější ulicí v Mahlsdorfu. Pokračuje směrem na severovýchod a poté končí na severu křížením s ulicí Alt-Mahlsdorf (Budesstraße B1 / 5) a pokračuje jako Hönower Straße. Popisná čísla domů začínají na jižním konci v systému: lichá čísla na západě a sudá čísla na východě. Poslední dům na popisné číslo 363/364 na křižovatce s Alt-Mahlsdorf.

## Historie
Silnice vznikla na historických spojnicích mezi bývalými městy Köpenick a Mahlsdorf. Nejprve byla nazývána Cöpenicker Straße, její část byla v roce 1907 oddělena a přejmenována na Cöpenicker Allee. 11. března 1937 byla celá cesta přejmenována na Hultschiner Damm (česky hráz/násep) po městě Hlučín ve Slezsku (německy Hultschin), které Německo podstoupilo v souladu s Versailleskou smlouvou Československu v roce 1920.

## Pamětihodnosti

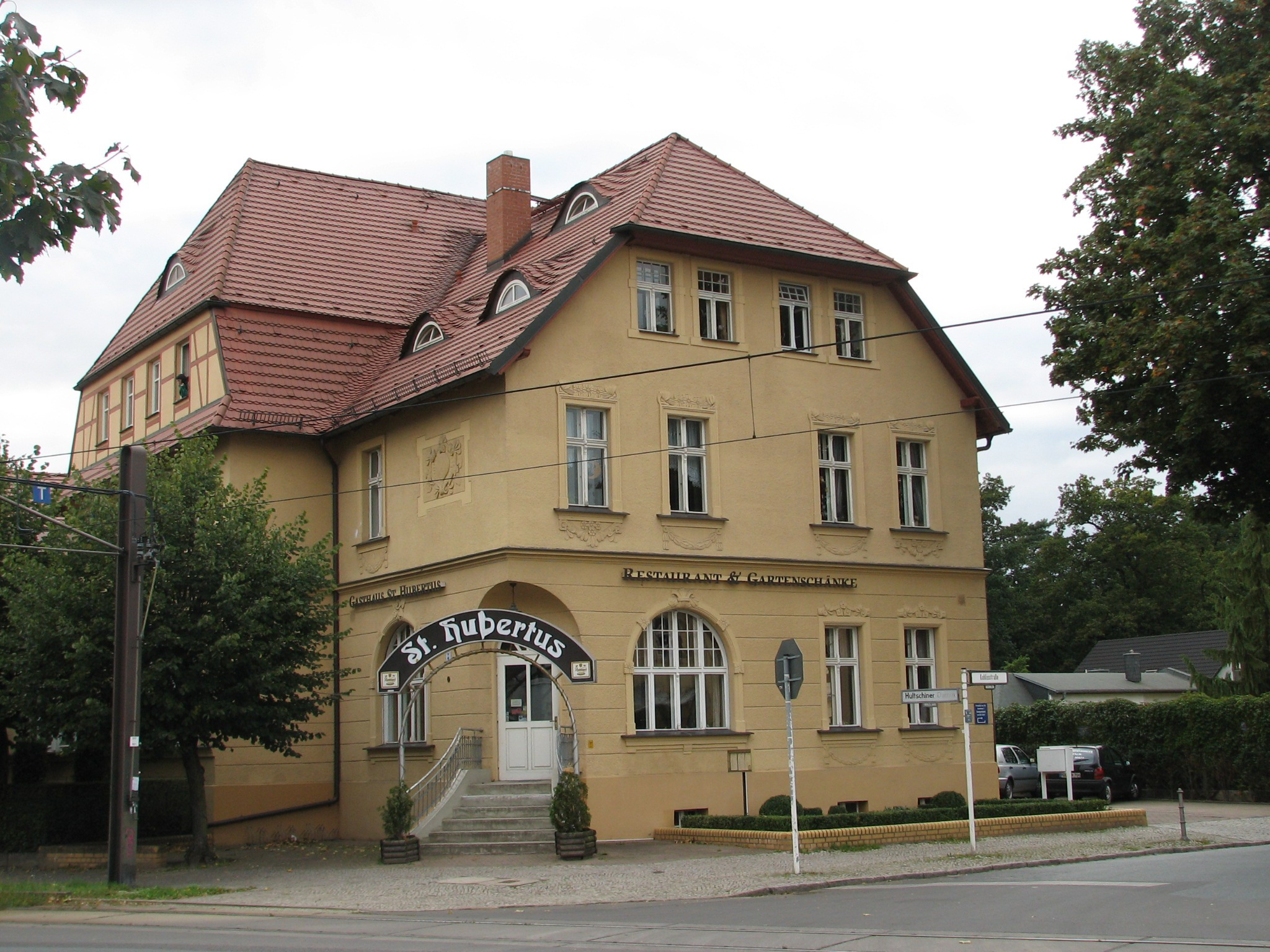
Restaurant St. Hubertus

Budova na rohu Hultschiner Damm a Kohlisstraße (č.p. 1) z roku 1905 je chráněna jako památka. Sídlí v ní hotel a restaurace St. Hubertus, jedna z několika původních restaurací v Mahlsdorfu, z dob, kdy se ještě jednalo o předměstí Berlína. V dobách NDR stavba byla součástí VEB Elektromechanik Kaulsdorf, výrobního závodu pro topná zařízení a kávovary. V roce 1998 zde byla znovu otevřena restaurace St. Hubertus. Od září 2017 do února 2018 nese název Der Alte Fritz. Budova bude přeměněna na denní stacionář, který má být otevřen v srpnu roku 2018. 
Na rohu ulice Paul-Wegener-Straße (č.p. 140 a 142) se od roku 1977 v bývalém kině Lichtenburg nacházela produkčních studia. Kino bylo původně otevřeno v roce 1938. Od roku 2003 se v nemovitosti nachází supermarket. Záklední škola Kiekemal byla otevřena v roce 2000 na č.p. 219, součástí je sportovní hala. Mezi Großmannstraße a Goldregenstraße se nacházejí bytové jednotky v čtyřpodlažních budovách na celkové ploše 72 000 metrů čtverečních. 
Na Hultschiner Damm 236 se od roku 1997 nachází hotel Zum Ziehbrunnen a hostinec Gémeskút Csárda s maďarskou kuchyní. Na rohu ulice s ulicí Rahnsdorfer Straße stála od r. 1911 Mahlsdorfská radnice. V roce 1943 byla budova zničena spojeneckými nálety. Zbytky sutin byly odstraněny až v padesátých letech. Dnes se zde nachází sběrný dvůr technických služeb města Berlína (Berliner Stadtreinigungsbetriebe).

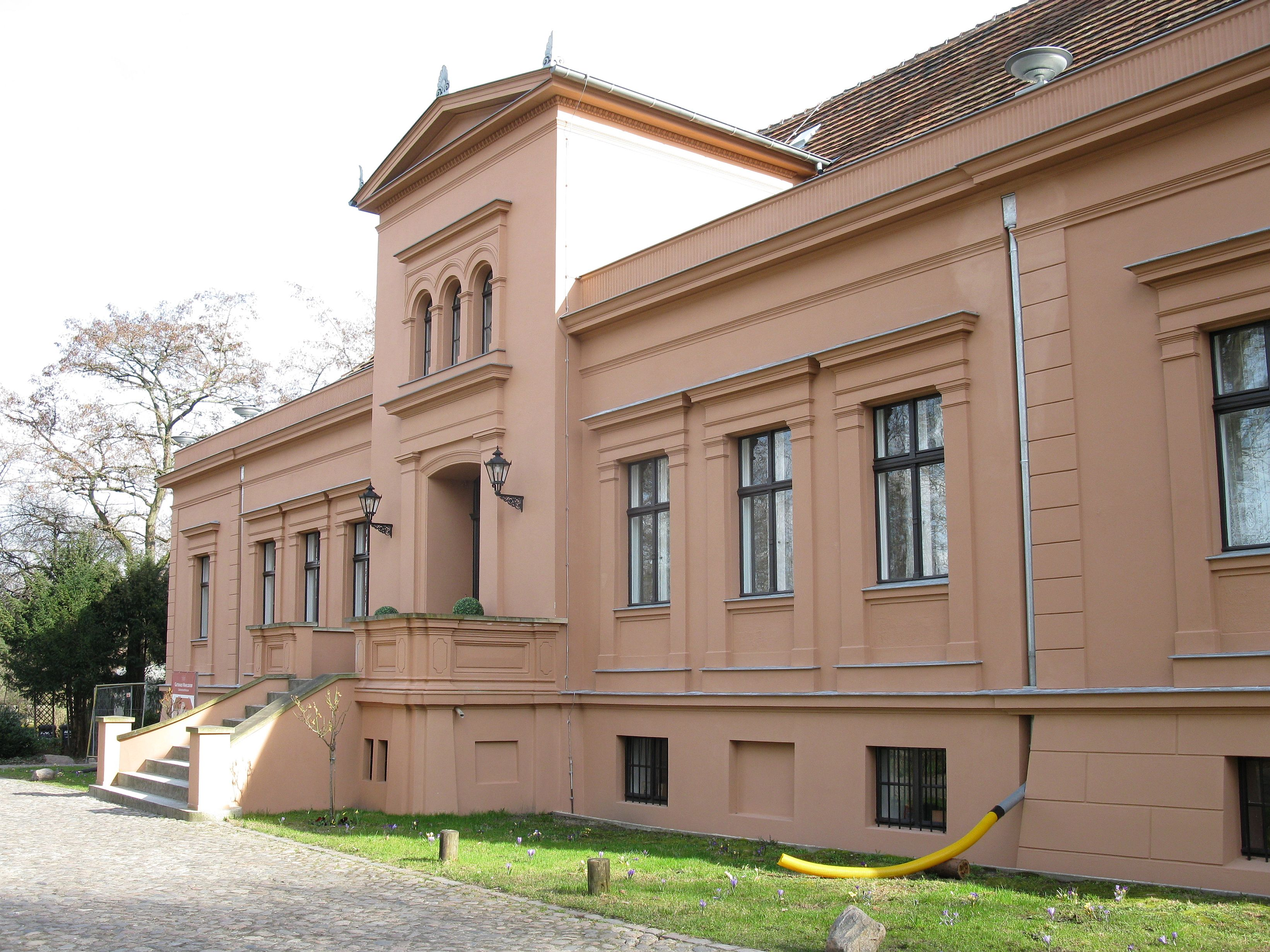
Muzeum užitého umění (Gründerzeitmuseum)

Nejznámější budovou ulice je bývalý zámek Mahlsdorf v č.p. 333, který byl postaven kolem roku 1780 jako administrativní budova státní správy v Köpenicku. Byl majiteli několikrát přebudován, naposledy v roce 1869. V dobách NDR se počítalo s jeho demolicí, protože se budova zámku chátrala. Místní spisovatelka Charlotte von Mahlsdorf se zasloužila o zachování objektu, historická budova byla zrekonstruována a znovu otevřena jako Gründerzeitmuseum v Mahlsdorfu v roce 1960. Okolní zámecký park je památkově chráněn.
Společnost odpadového hospodářství ALBA získala v roce 1991 místo bývalého kombinátu SERO v na č.p. 335 a v roce 2005 zde postavila nejmodernější recyklační závod v Evropě. Zde je zpracováván obsah pytlů a kontejnerů na plasty od více než sedmi milionů obyvatel z oblasti Berlína a Braniborska.
Poslední památkově chráněna budova je obytná stavba z roku 1850, která byla v roce 1885 rozšířena o stáj (č.p. 359/361).

## Doprava
Celou Hultschiner Damm prochází tramvajová linka. Od jižního konce cesty k křižovatce Rahnsdorfer Straße má svou vlastní trať. Tramvajová linka 62 vede mezi Köpenicker Ortslage Wendenschloß a stanicí S-Bahn Mahlsdorf. Tramvajové spojení mezi Köpenickem a Mahlsdorfem bylo otevřeno v roce 1907. 
Mezi Kohlisstraße a Akazienallee jezdí autobus 108 (Bahnhof Lichtenberg–Waldesruh) přes Hultschiner Damm.
Semafory jsou umístěny na křižení ulic Kohlisstraße, Erich-Baron-Weg, Lutherstraße a na křižovatce s ulicí Alt-Mahlsdorf.

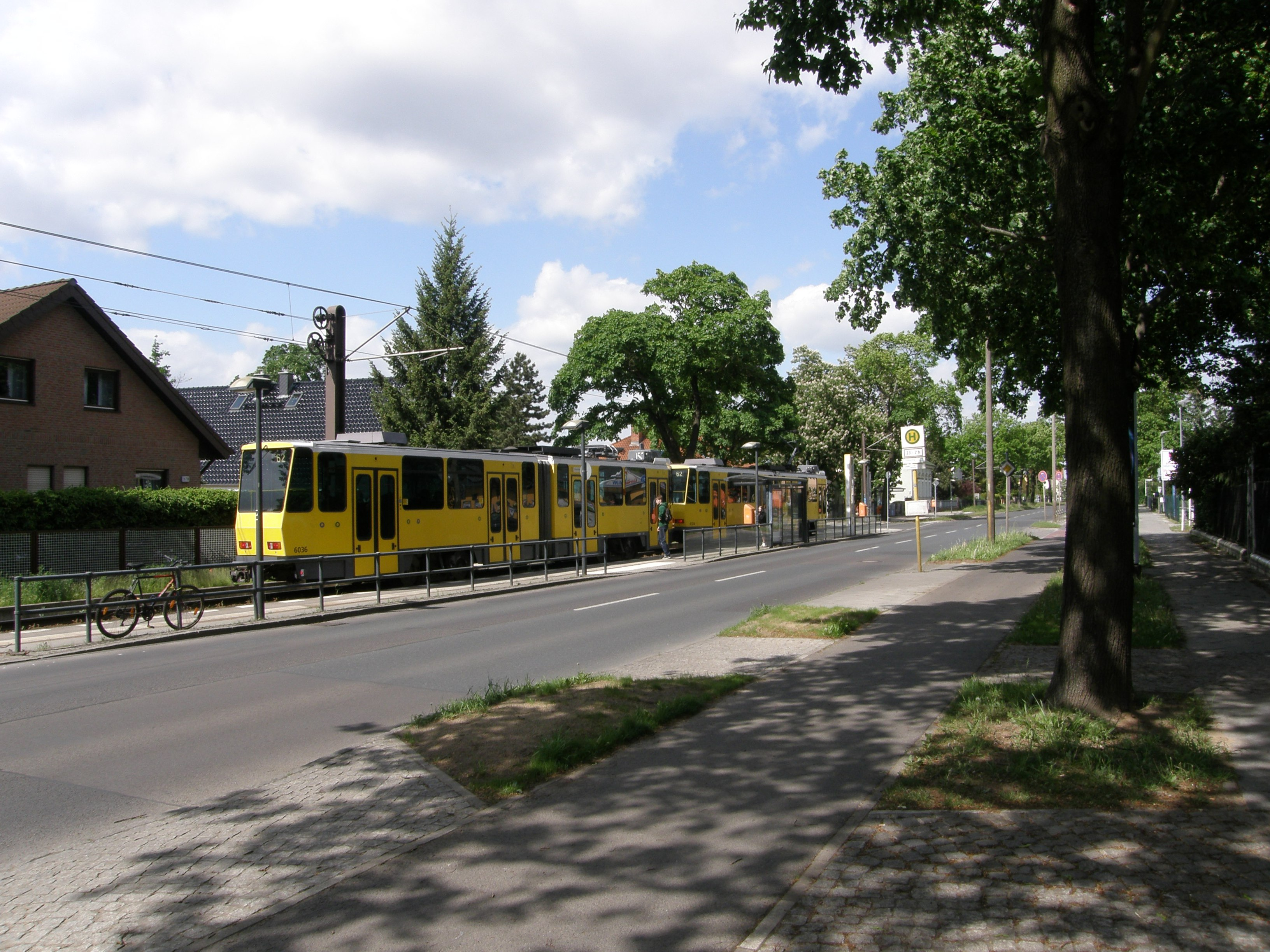
Tramvajová linka
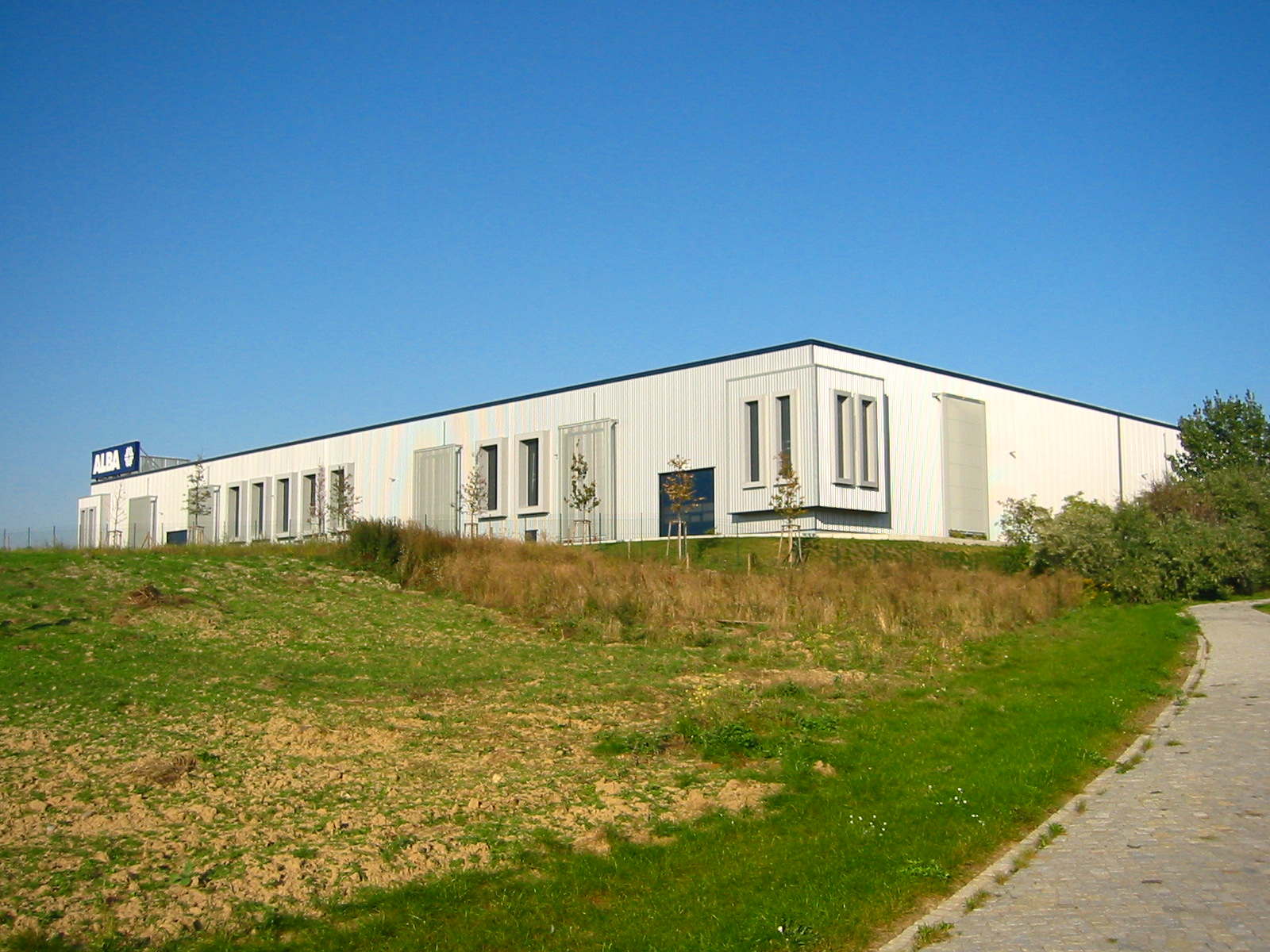
Recyklační dvůr ALBA
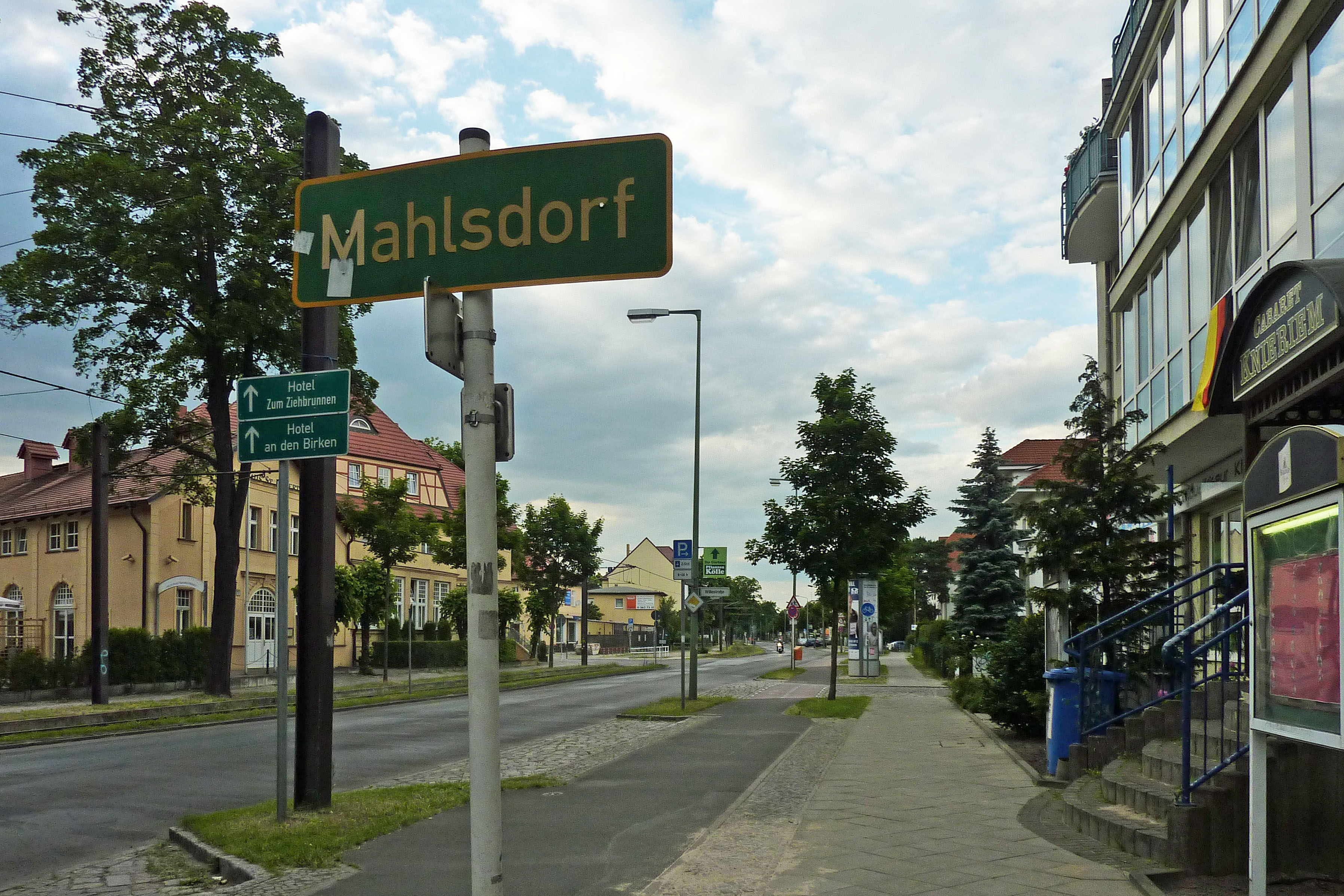
Mahlsdorf
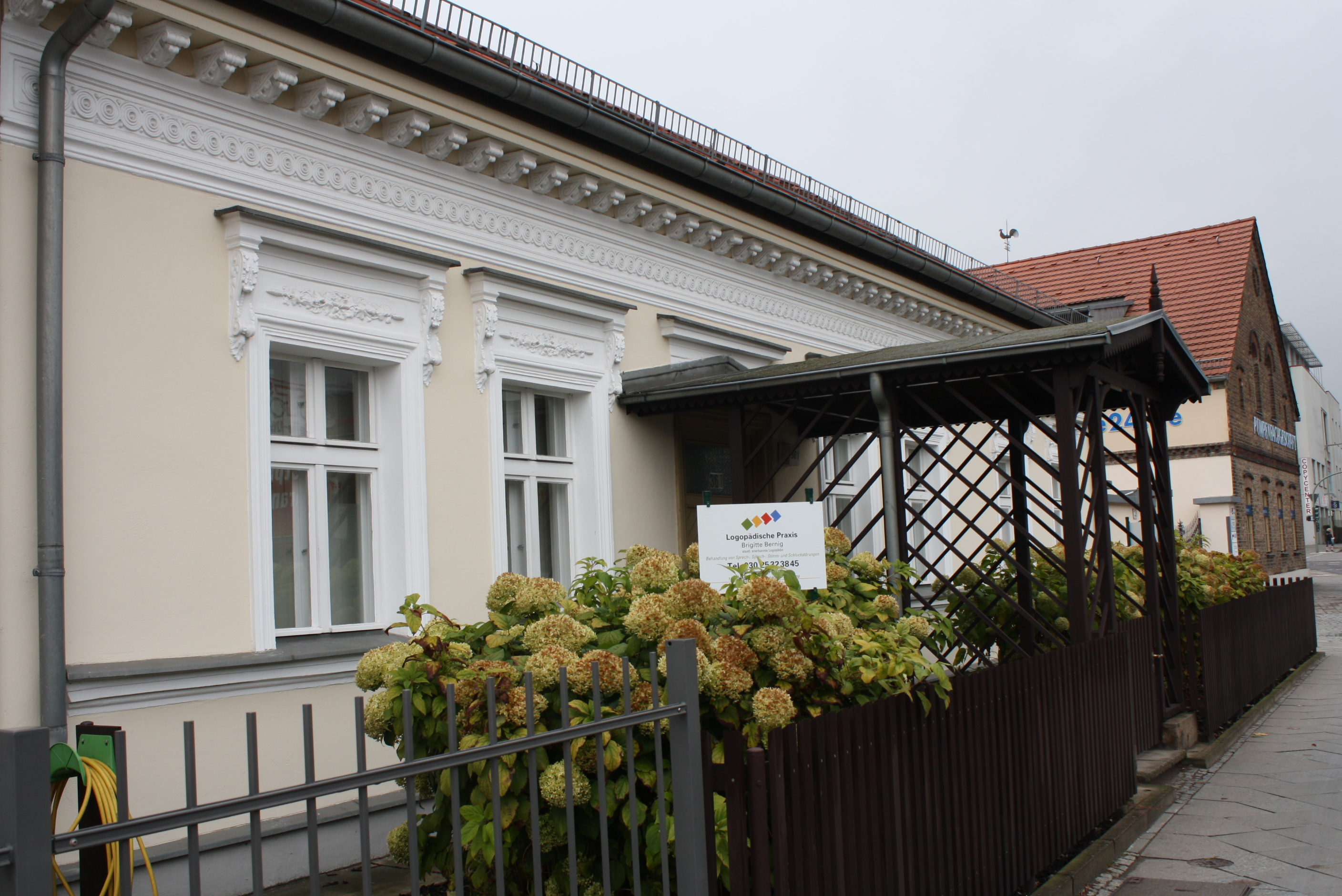
Dům na Hultschiner Damm
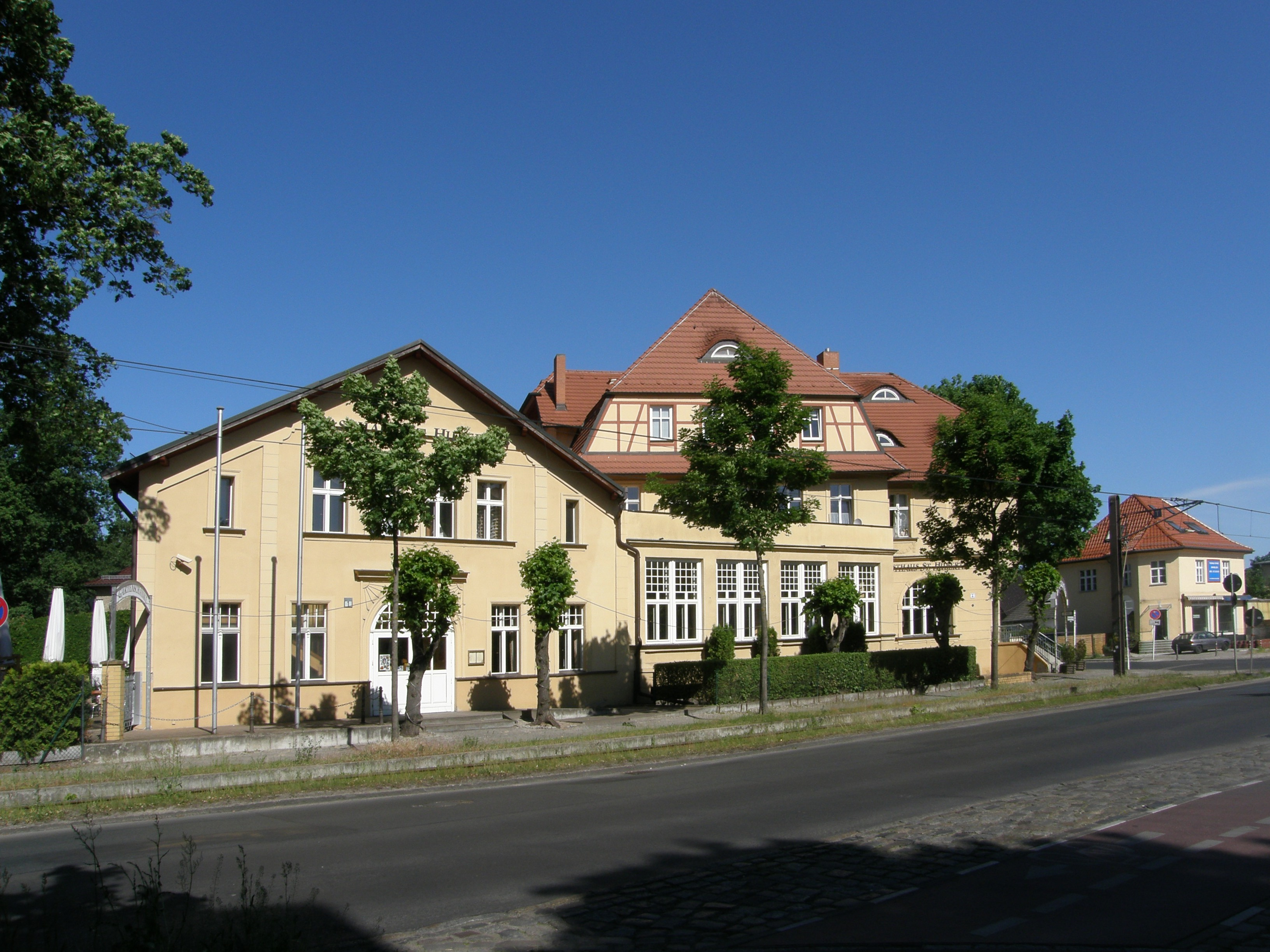
Restarant St. Hubertus
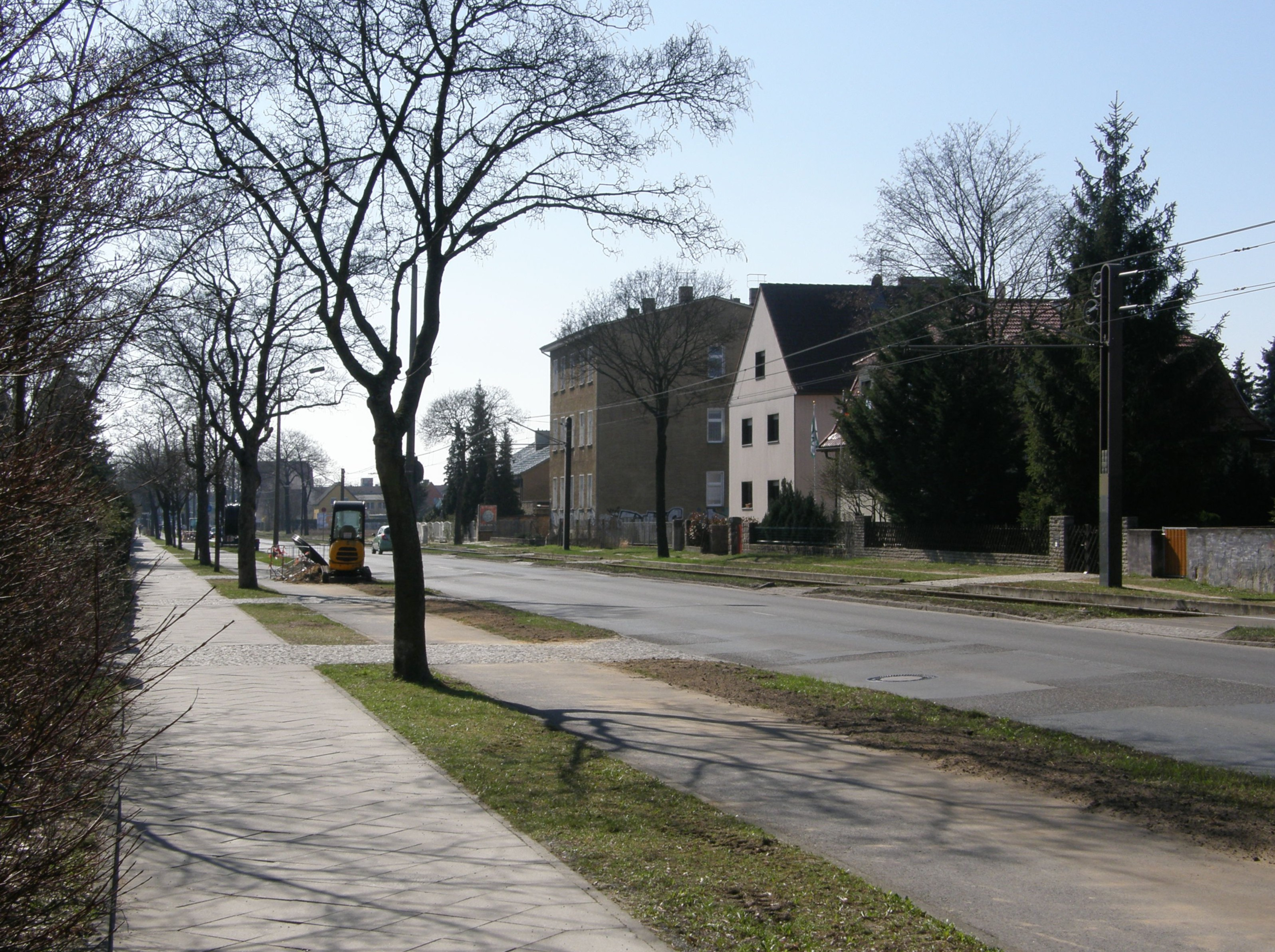